# エターナルアルカディア
『エターナルアルカディア』（Eternal Arcadia）とはセガより販売されたロールプレイングゲームである。制作はオーバーワークス。北米・ヨーロッパでのタイトルはSkies of Arcadia。

## 概要
空飛ぶ帆船が大空を行き交う異世界で、海賊ならぬ「空賊」の主人公が繰り広げる冒険を描いている。海外ゲームサイト「IGN」による「2006年版歴代全ゲームソフト名作ランキング」で58位にランクインする等、高い評価を得ている。
2000年10月5日にドリームキャスト用ソフトとして発売され、通常版のほか@barai版（後述）も発売された。2002年12月26日に様々な要素が追加、強化された『エターナルアルカディア レジェンド』がニンテンドー ゲームキューブで発売された。レイティングはCERO：A（全年齢対象）。PlayStation 2への移植版発売も告知されていたが、ゲームキューブ版に開発を専念するためという理由で開発中止となっている。
一部の登場人物は実在する通貨や、廃止された通貨と同じ名前の者がいる。本作のメインキャラクター3人が2008年のゲーム作品『戦場のヴァルキュリア』にサブキャラクターとしてゲスト登場している。詳細は#『戦場のヴァルキュリア』へのゲスト出演を参照。

## システム

### 戦闘システム
本作の戦闘は、ターン制が採用されたシンプルな形態を取っている。最初に味方キャラクターの行動を決定した後、全体がそれぞれの行動を終了して1ターンが終了する。エンカウントはランダムエンカウント方式。
陣形
戦闘開始時、バトルフィールドには敵味方で分断して陣形を取っているが、ターンが経過すると次第にバトルフィールドには敵と味方が入り乱れていく。陣形をプレイヤーが手動で変更することが出来ず、一部の攻撃手段が特定の範囲を攻撃する仕様。
属性
本作には緑、赤、紫、青、黄、銀の6つの属性が存在し、プレイヤー側が使用するあらゆる攻撃には属性が割り振られている。通常攻撃や技を使用する際には使用する武器に割り振られた属性が適用される。
武器の属性はキャンプメニューや戦闘時のコマンド設定時に変更することが可能で、戦闘時には属性変更ボタンを押すことで“緑→赤→紫→青→黄→銀→緑”の順にチェンジする。武器の属性は武器自体の色かキャラクターの顔アイコンを囲むカラーによって判別が可能。
属性間に対立や循環関係のような物は存在せず、基本的に弱点の設定はモンスターによって個別に違うが、外見や設定上の所属によって固定される傾向にある（バルア帝国の関係者は黄、銀の文明の関係物は銀など）。また、敵の属性は戦闘時に見られる敵のアイコンを囲むカラーで確認が可能。
煌術（こうじゅつ）
6つの属性が割り振られた、武器の属性とは別に判断される通常RPGの魔法に相当するもの。戦闘終了時に各キャラクターが使っている武器の属性に応じて経験値が上がり、一定量に達すると新しい煌術を習得できる。
煌術を使う際は声が割り振られているキャラクターのみ「月よ、力を!」と声が掛かる（バルア幹部のみ例外）。
ガッツシステム
本作のもっとも特徴的なシステムの一つ。戦闘の際、パーティには「ガッツ」というパーティ全体で共有されている能力値が存在する。
各キャラクターにはガッツ基本値というステータスが個別に設定されており、毎ターンの始めにパーティ全体のガッツ基本値を合計した量が溜まる。ガッツ基本値は特定レベルに達することで上昇するため、パーティ全体が成長すればそれだけ毎時のガッツ増加量は増えることになる。また、コマンド設定時に「ガッツ」コマンドを選択することで選択キャラクター1人分のガッツが戦闘中に増加する。ただし戦闘不能あるいは「疲労」状態にかかったキャラクターはガッツを増加させられない。
溜めたガッツは、技か煌術を発動する際に消費される。使用する技、煌術で消費ガッツの量はことなっており、本作におけるガッツの数値は通常RPGにおける「マジックポイント」の概念に非常に近い。
効果が強力な物ほどガッツの消費も激しいため、パーティ全体で共用する仕様もあって計画的な運用が必要になる。
なお、ガッツシステムは後述する砲撃戦においても適用されている。基本的な仕様は通常戦闘と同様だが、回復量などが異なる。
技の習得
当作では各キャラクターは「月の実」というアイテムの必要数に応じて技を覚えていく。ただし、技を覚えるのは順番通りで1つを覚えないと次を覚えられない（習得に月の実が一つ必要な技が2つあるアイカのみ、順番を選べる）。
状態変化
相手から攻撃された際、装備している武器の効果や技、アイテムによってキャラクターはパラメータの変化や、状態異常を付加させることができる。また、各状態変化はその状態で戦闘を終えると全て消え去る。
- 戦闘不能 - キャラクターのHPが0になった状態。戦闘不能になったキャラがいる状態で戦闘を終えるか、逃走に成功すると、そのキャラはHP1で行動することになる。パーティ全員が戦闘不能になるとゲームオーバーとなる。ボス戦や賞金首と戦って全員が戦闘不能になった場合、その戦闘を最初からやり直すか、ゲームオーバーするかを選ぶことになる。
- 疲労 - キャラの増加分のガッツが0になり、ガッツコマンドも無効になる。
- 石化 - しばらくの間全ての行動ができなくなる。
- 毒 - 毎ターンの終了時に一定数のHPが減っていく。
- 睡眠 - 相手に再び攻撃されるまで行動不能になる。
- 混乱 - 敵味方関係無く、近くにいるキャラを攻撃する。
- 衰弱 - キャラの全パラメーターが半減する。
- 強壮 - キャラの攻撃力・守備力が2,5倍になる。
- 機敏 - キャラの素早さが2倍になり、逃走の成功確率も上がる。
- 滋養 - 毎ターンの終了時に一定数のHPを自動的に回復する。

### 砲撃戦
本作には通常戦闘の他にパーティの所持、搭乗している船に乗り、敵対国や空賊の船、あるいは巨大な怪物との一対一の戦闘を行う「砲撃戦」と呼ばれる戦闘が存在する。通常戦闘とは異なりシンボルエンカウント方式で、敵が接近することでコンパスに「!!」の警告とともに敵の方向が示される。
フェイズ
砲撃戦では1ターンにパーティの人数分の「フェイズ」が存在し、各フェイズで味方と敵が1回ずつ行動する。
各フェイズには敵の行動や敵との距離を予測した上で、こちらの攻撃の命中率や敵側の攻撃の危険性なども示されている。緑、黄、赤の順に安全度が高く、赤いフェイズでは危険な攻撃が飛んでくる可能性がある。逆にこちら側の攻撃が当たりやすいフェイズや必殺砲が撃てるフェイズも表示されるので、行動はこれを参考に取ると良い。
砲撃の種類
砲撃戦の際に武器となるのが、搭乗船に積載している砲台である。砲撃戦においてもガッツシステムが適用されており、砲撃をする際にはそれぞれの砲台に割り振られたガッツを消費する。
必殺砲は搭乗船に予め積載されているが、それ以外の砲台は最大で4つまで装備変更が可能。
- 主砲 - 使用した1フェイズで命中させる砲台。攻撃力と命中率に優れており、砲撃戦の際の主力武器となる。砲台で唯一砲手の攻撃力が威力に反映される。
- 副砲 - 使用フェイズを始点に、2〜4フェイズにわたって砲撃が出来る砲台。設定ガッツは一発ごとの消費量なので、砲撃時間を長くするほど消費も増える。1フェイズ辺りの威力が低い。
- 魚雷 - 発射後1〜3フェイズ後に命中させる砲台。攻撃力が高いが命中率に難があり、装備や搭乗クルーによって強化しないと頼りにならないのが難点。ティカティカが乗っていればほぼ命中する。
- 必殺砲 - 「必殺砲フェイズ」でのみ使用できる、特殊な砲台。多量のガッツを消費するが、必中なのに加えて威力も高い。特に強力な敵を相手にする際は常に高いガッツを維持し、いつでも必殺砲を放てるチャンスを作ることが重要。

搭乗船の強化・クルーシステム
砲撃戦では搭乗船の能力が反映されることになるため、今作では船にもキャラクター同様にステータス値が定められており、船専用の装備品も数多く存在する。これらによって強化していく必要があるが、経験値、レベルと言った物はない。イベントボスなどを倒した際に手に入る「キャプテンマーク」というアイテムの使用がレベルアップに代わる手段となる。
また、シナリオ後半で手に入る船の強化手段の一つとして「クルーシステム」がある。世界各地で招待、あるいは雇用したクルーを船に搭乗させることで搭乗させたクルーに設定された強化効果を砲撃戦時に発揮させる物で、この効果は搭乗させるだけで常時発動される物と戦闘中「クルー」コマンドで発動するコマンドタイプの物がある。
搭乗させるクルーには11種の職業が設定されていて、各職業に2人、合計で22人存在する。搭乗させるクルーの変更はキャンプメニューからいつでも可能。また、クルーの雇用には条件が設定されていることが多い。

### 発見物
ワールドマップ上には町やダンジョンなどの他にゲームの世界において「未知なる存在」とされているオブジェクトが多数存在し、これらを「発見物」と呼ぶ。存在する場所に船が接近するとコンパスが突如回転しだし、ここで決定ボタンを押すことで発見物を見つける。発見したオブジェクトはキャンプメニューの「航海日誌」に記録され、情報をギルドに売却することが可能。
発見物ははじめから目視できる物と発見することで初めて目視が可能になる物の2つが存在。また止まっている物と広範囲を動き回っている物も存在し、数も多いため全てを発見するのは困難を極める。
一部シナリオ進行上必ず探すことになる発見物があるが、基本的にはシナリオ本筋との関係は全くないやり込み要素の一つ。また、GC版『〜レジェンド』では発見物の総数が増加。既存の発見物よりも発見が困難な物が多く、コンプリートの難易度は一層高くなっている。また、サブイベントと連動している発見物も一つだけ存在する。

## 登場キャラクター
一部の登場人物は『戦場のヴァルキュリア』にゲスト出演しているが、その際の設定については#『戦場のヴァルキュリア』へのゲスト出演を参照。

### メインキャラクター
パーティに加入するキャラクター。
ヴァイス
声 - 関智一
本作の主人公。軍艦や武装した船しか襲わない青の空賊「ダイン一家」の一員の少年。クルーとしては敵船へ直接乗り込む切り込み役を担当している。好奇心旺盛な性格で、世界中の誰も行ったことのない未知の領域を駆けることを夢見ている。父親のダインのことは常に「オヤジ」と呼ぶが、その都度「船長」と呼ぶよう注意されている。
また「どんなときも絶対にあきらめない」ことを信条に、どんなに困難な状況も打破する力をも有する。武器はカトラスという剣を二刀流で愛用。趣味は地図の収集。
空賊島をアルマダに襲撃され、ダイン達とファイナの奪還のため旅立ったことがきっかけで、月晶を巡る冒険に身を投じることとなる。その後、バルアとの熾烈な激突の中で最新鋭艦「デルフィナス」を一味の船として手に入れ、魔の空域の踏破や東方世界への到達、通説を覆す世界一周達成、ツキミハマチョウの生態解明や氷の大陸の発見など前人未到の快挙を次々と達成。最終的には冒険の中で出会った仲間たちと共にガルシアンとの決戦に挑むことになる。
右目に着けている片眼のゴーグルは、風除け以外にレンズを通して望遠鏡のように離れた場所にあるものを大きく見ることができる。なお、戦闘中にあるコマンドを入力するとこれが外れ、素顔が見られる。
戦闘では高い攻撃力を活かし、強敵に大ダメージを与えるアタッカーとして活躍できる。特に始めから覚えている技の「カトラスダンス」は序盤はボスなどへの強いダメージソースに、中盤以降はガッツ消費の効率から通常攻撃に代わる攻撃手段として活用の幅が広い。最終的に覚える「ジョリーロジャー」はガッツ消費が21と莫大だが、まともに進めていれば最大で10000越えのダメージをたたき出す本作最強の攻撃手段である。
GC版『〜レジェンド』では、左目の傷のいわれが明らかになっている。後述の「アクイラ」炎上事件において救出に乗り込んだ際、艦を襲って来たと勘違いしたピアストルが投げつけたナイフからアイカを庇った際に負ったものである。
決戦後はデルフィナスに代わる新たな船（帆船タイプ。空賊旗はジェロス戦開始時に選択していたものになる）を得、アイカ、ファイナ、そしてパウとともに再びの航海に出発している。
アイカ
声 - 川上とも子
ヴァイスの幼馴染みである少女。彼の夢を理解し、信頼する人物の1人。ストレートで回りくどいことは大嫌い。明朗快活な性格。お宝とおいしい食べ物が大好きで、幽霊などが苦手。また幼い頃に故郷の空賊島の井戸に落ち、それがトラウマで泳げなくなった。ヴァイスより年下らしい。
趣味は絵を描くこと、特技は料理（自称）。
素早い身のこなしと熟練されたブーメランの腕で強敵相手にも果敢に立ち向かっていく。
早くに両親を亡くし一軒家に一人暮らしだが、ヴァイスと彼の両親とは家族ぐるみの付き合い。
素早さが高いため、戦闘では誰よりも先手を取ることが多い。この長所を活かし、全体を攻撃する技を撃ってザコを一気に殲滅する役割に適している。技の一つ、全ての煌術を無効化する「デルタシールド」は、厄介な術を使ってくることの多い終盤の強敵戦では必須となる。3つある攻撃技は全て赤属性のため、青属性の多いヤフトマーでは活躍しにくいが、緑属性が多く敵の数も多いモンテスマではアタッカーとなりうる。
ファイナ
声 - 堀江由衣
ある日ダイン一家が襲撃したアルフォンソの戦艦に拉致されていた、異国の服を着た少女。艦に乗り込んだヴァイスらによって救出された。
最初の頃は出生、目的を語ろうとしなかったが、バルアに襲撃されて再び囚われたところをヴァイスたちに助けられて心を開き、実は古代文明・銀の文明の民の若き生き残りであることと、自分の旅の目的を告白する。ただ、月晶探しの真の目的までは知らされていなかった。
ギガスや大陸など古代の知識に詳しいが地上に降りたことが無かった為、かなり世間知らず。金銭の存在や幽霊の概念などをまるで知らず、それらの話題をアイカに振られてはきょとんとした顔で問い返すのが常。
最終的には長老達がアトランティアへの道を開くのと引き換えに、ラミレスがヴァイスたちとの死闘の末に、それぞれ命を失ったため、古代文明の民としては唯一の生き残りとなる。
基本的に非力であり攻撃力は期待できない（煌術は基本威力が低く終盤のボス戦ではダメージソースにならない）ため、アイテムやガッツの使用による補助にまわる事が多い。ただし、素早さがそこそこに高いため働きは良い。技も異常解除や石化攻撃、敵の強化効果無効など補助系の物が多く、ピンチに陥ったときの起死回生の手段となる。ただ、打たれ脆いため終盤のボス戦では大抵真っ先に倒れる。魔法使い的なポジションのため煌術の習得スピードは早く、特に銀属性の習得スピードは味方キャラクター随一。
決戦後は改めて空賊となり、ヴァイス、アイカとともに航海に出発している。服装も空賊風のものに変わり、キュピルも帽子にひげ・眼帯を付けてそれらしくしている。
キュピル
ファイナと幼い頃から一緒にいる銀の文明の生き物。あらゆるものに変身することができ、普段は腕輪になってファイナに着いていて、戦闘時は武器になる。また、好物である特別な月煌石「チャム」や「ベリグリチャム」を食べることで強化されていく。時に剣、時に槍、時にヴァイスのカトラスと色々な形になるが、最終形態の「キュピファイナル」は敵を吸い込んで攻撃する。また攻撃力補正が500と非常に高いが、ファイナの腕力がパーティでワースト1であるため、通常攻撃力は低い。
ドラクマ
声 - 麦人
船乗り達の間で恐れられている巨鯨「モービス」を愛船「リトルジャック号」で追い続けている老人。通称「モービス追いのドラクマ」。空賊ではないが、バルアからはお尋ね者として扱われている。
以前はノースオーシャンで漁師をしていた。だが、モービスによって片目と片腕、そして一人息子・ジャックと漁師仲間を奪われて以来、モービスを追うことだけを生き甲斐にしている。
頑固で無愛想なため仲間は少なく、長い間ただ一人で行動していた。空賊島を出た直後にモービスに遭遇・遭難したヴァイスとアイカを偶然から（当人としては不本意に）拾い、以後それぞれの目的のために行動を共にすることになる。その後ナスルで一時離脱するも、途中でリンクスを見かけたことでヴァイス達を案じ帰還。モンテスマからバルアへと行動を共にしたが、ついに見つけ出したモービスとの戦いの隙を突かれてラミレス艦隊の攻撃を受け、リトルジャックが大破。脱出艇でヴァイスたちを逃がし、自身は炎上するリトルジャックと運命を共にした。
この時に死亡したと思われていたが、実はモービスのねぐらであるグラシアにリトルジャックごと牽引され（撃ち込んだラムキャノンが突き刺さったままになっていた）、そこに留まっていた。重傷を負ったモービスを看つつ漁で食いつないでおり、再会したヴァイス達と共にモービスの死を看取った後、一人姿を消した。
アトランティアの浮上後、その大陸を再び雲の底に沈めることを目的として三日月島に現れ、空賊艦隊に協力する形で合流した。
戦闘時は失った腕のかわりの鋼鉄でできた巨大な義手を武器に戦い、これは手の部分と腕の部分がワイヤーのようなもので繋がっていて、離れたところからも攻撃できる。
ゲーム序盤で頼りになる戦力。鈍重なので戦闘では後手に回りがちだが一撃の威力が高いため、ボス戦などで力を発揮する。通常攻撃や技による大ダメージもさることながら、「怒！」によるガッツ2倍回復によるパーティへの恩恵も大きい。
決戦後はノースオーシャンで漁師に戻り、ジャックとモービスを弔いながら生涯を終えた。その生き様は物語となり、長く船乗りたちの間で語り継がれたと言う。
モービス共々、モデルは「白鯨」。
ギルダー
声 - 若本規夫
無人島へ漂着したヴァイスを救った青の空賊団の頭目。
自分の気の向くままに生き、日々を楽しむことをモットーにしている。お宝、女、ムチャな冒険など「胸を躍らせるモノ」を求めて愛船「クラウディア号」で大空を駆け回る。
ノリの軽い男のようだが空賊としての実力は高く、「気まぐれのギルダー」の二つ名で黒の空賊は勿論、バルア帝国にまで恐れられている。また部下からの人望が篤い上に仲間が多く、ガルガンチュア要塞ではそれをフル活用しての大脱走をやってのけた。「一人の女に縛られるのはごめん」という考えを持っているがため、一番の悩みの種は熱烈なアプローチをかけてくるクローネの存在であり、普段は空を駆け回りつつ出会う度に逃げる算段を立てている。
ドラクマと同様、高い攻撃力で強敵を圧倒するパワー型だが、ドラクマほどの破壊力はない。代わりに命中率が高い銃での攻撃で確実に敵の体力を削っていけるのが売り。
複数に高いダメージを与える技を持つため、厄介な敵が多い戦闘などで力を発揮。
決戦後も変わらず「面白い事」を求めて世界中を駆け回っている。
エンリック
声 - 保志総一朗
バルア帝国の皇太子。軍事国家バルアの方針にただ1人異を唱え、近隣国家とは従属でなく友好な関係を築くべきと主張を続けている。
ガルガンチュアに幽閉されたヴァイスらの脱走の手助けをし、国の外側からバルアを変えるためにと行動を共にする。ヴァイスに自分のために造られたバルア最新鋭戦艦「デルフィナス」を托し、以後この艦はエンディングまでヴァイス一味の搭乗船として活躍する。
真摯でまっすぐな性格の持ち主で、甘さもあるが誰よりも祖国と世界を案じており、そのためならば肉親に剣を向けることも厭わぬ強さを持つ。また、未知の地域についての話題が出ると、何かと「我がバルアが誇る～」と祖国の蔵書を引き合いに出す。
箱入りであったため当初は酷い船酔いであったが、後に克服している。
サーベルから放たれる華麗な剣術で戦う。能力はバランス型でヴァイスに比較的近いステータスを持つ。
攻撃要因としてはヴァイスほどの火力もなく技の消費ガッツがやや多いことからいまいち頼りにならないが、味方全員に防御効果をもたらす「エスクード」の存在意義は大きく、これがあるだけで戦闘時の安全度は飛躍的に上がる。ゲーム中盤の、かなり長い時間にわたって旅を続ける大事な戦力。
決戦後はモエギと結婚してバルアの復興に力を尽くし、甦った新生バルア帝国の皇帝に即位。長きに渡る平和と繁栄の礎を築いた。

### サブキャラクター
ヴァイス達が行く先々で関わることになるキャラクター達。直接戦闘には参加しないが、何らかの形でパーティへ助力してくれる。また、中には当初敵として登場するキャラクターも存在する。
ダイン
オーシャンを拠点に活動をする「ダイン一家」の頭目で、ヴァイスの父親。通称「青き風のダイン」。自分たちよりも強大な敵に挑む姿は同業者達の間でも評価が高く、また一家を押しも押されもせぬ空賊に育て上げた実力によって部下から篤い人望を得るに至っている。リーダーとしての実力もあり、空賊の頭と同時に本拠地である空賊島の長の役目も兼任。
愛船は大型帆船の「アルバトロス号」。だがアルマダに島を襲撃されたときに沈められてしまい、新しく「アルバトロスII世号」を造船する。
決戦後はアルバトロスを後進に譲り、自身は空賊を引退。しかし、部下たちからは変わらず「船長」と慕われている。
クローネ
恋に生きる女青空賊。旅先で出会ったギルダーに一目惚れし、それ以来彼に自分の思いを伝えるために空を飛び回っている。空賊としての腕はかなりのもので、彼女の恋路を邪魔する者は愛船「プリムローズ号」からの猛攻撃を喰らうことになる。そのため、「カラミティ・クローネ」の通称で恐れられている。なお、最初にギルダーと出会った時は、いきなりクラウディア号に砲弾を撃ち込んだらしい。
サンチーム
青空賊「サンチーム一家」の頭目。人呼んで「技術空賊サンチーム」。温厚な人柄で夫婦で空賊稼業を営む傍ら、孤児たちを拾って面倒を見ている。機械いじりのエキスパートである彼は育てている孤児たちにもその技術を与え、独立させていく。GC版『レジェンド』の追加キャラクター「暴走族ラッペン」もその一人。
「マニュファクチュア号」はそんな彼の機械技術の粋を集めて作られた船で、おんぼろの外見からは想像もつかぬほどの実力を有する。
決戦後はモンテスマに戻り、育てていた孤児3人を立派に自立させる。そしてその後、新たに4人の孤児を引き取り育てている。
ダイゴ
東の果ての国「ヤフトマー」を統べる国王ミカドの息子。豪快な性格で自由を好み、宮廷を抜け出して町で遊び回ることも多い。才はあり次期国王としての活躍が大いに期待されていたが、国の悪臣・カンガンとムラジという親子の策略にはまり、謀反の罪に問われて流刑にされたが、自分が自由を得たいが為に喜んで受け入れていた。しかし流刑先を拠点としていた東方空賊「テンコウ」を破り、その後その頭目に収まる。最終的には跡継ぎとして国へ戻っている。
決戦後は父の後を継いでミカドに即位。しかし、お忍びと称して遊びに出かける悪癖は治っていない。
ジャオ、マオ
東の空域に出たヴァイス達を襲撃して来た2人組。元は東方空賊「テンコウ（天寇）」の双子の頭目だったが、襲撃した島にいたダイゴに一味ごと叩きのめされて彼を受け入れ、現在は副頭目に。ジャオは巨大手裏剣「イラナギュン」、マオは拳法「タタティモルット」を武器に戦う。
「一千の武器を狩り集める」というテンコウの目的のためヤフトマーへと到着したヴァイスらを襲撃するが敗れ、その後ダイゴと共に力を貸しにやって来る。2つの船体を合体させた双胴船「イン・ヤン号」を駆り、話し言葉までも二人で共用する。
ダイゴがミカドの跡継ぎとして国に戻った後は再び頭目に復帰。決戦後はダイゴの即位に伴い、ヤフトマー軍の将軍に就任。武装船を相手に戦いの日々を送っている。
バルボア
オーシャン付近を拠点に活動する、戦う術を持たない商船などの非武装船を無差別に襲う黒の空賊「バルボア一家」の頭目。通り名は「黒ひげのバルボア」。愛船「ブラックベアード」を駆り、商船などを手当たり次第に襲撃。船を見かけては襲いかかり、奪えるものは残らず奪い取る。ヴァイスに叩きのめされたことで、ヴァイスのことを勝手にライバル視している。ガルシアンとの決戦時には「ヴァイスの首を取られないため」という理由で加勢に現れた。
決戦後、懲りずにブラックベアードを強化。ヴァイスを追いまわしつつ、変わらず黒の空賊を続けている。
ドブラ
ノースオーシャン付近を拠点とする美食空賊。黒の空賊だが、バルボアほどの非道さはない。通称「美食空賊ドブラ」。しかし美味しい物には目がなく、食料をたっぷり積んでいそうな輸送船などを見つけると愛船「ゴルゴンゾーラ」で襲いかかって食料、食材を根こそぎ奪い取っていく。「戦うことと食べることは同じ」というドブラの人生哲学のもとに害を被った人の数は多い。ウォッカを煽って火を噴く攻撃が得意。後に改心し、ノースオーシャンでレストランを開業している。
決戦後もレストランを営業し、大繁盛。あまりの忙しさに腹が3mm縮んだという。

#### クルー
デルフィナスの乗組員として助力してくれるキャラクター達。たいていは仲間にするのに条件がいるが、一部はイベントで入って来る。なお、役職ごとに二人存在し、乗っていない方は三日月島にいる。また、数が増えるとキャプテン技「クルークルー」の効果が上がる。なお、エンディングクレジットには明記されないが全員に声優が存在し、「クルークルー」使用時に台詞が聞ける。
ロレンス
航海士。腰に剣を釣った怜悧な男。
船乗り島で契約相手を探しており、10000リッチの契約金を支払うことで加入。乗船効果はスピード強化。
一流だけに仕事はこなすが、終盤になると事態の大きさから「こんな大仕事になるなら10000リッチでは割に合わなかった」とぼやく場面がある。終戦後は契約満了により三日月島を去り、いずこかに姿を消した。
ドン
航海士。髭が特徴的な元バルア軍人。
かつてサルガッソーを超えようとして失敗し、エスペランサで日々飲んだくれている。青の月晶入手後（＝サルガッソー踏破後）に勧誘に行くと加入。乗船効果は回避率強化。
終戦後はエスペランサ総督に就任し、念願のサルガッソー越え航路を確立する。しかし、飲んだくれているのは相変わらずらしい。
ブラバム
機関士。長い髭と長躯が特徴の老人。
三日月島大改修のためにギルダーが派遣した一人で、デルフィナスの接舷ドックを作り上げた。また、ヤフトマーの技術による航行可能空域の拡大、氷の大陸突破のための船体強化、大雲海捜索のための改修など、デルフィナスの強化を担当している。乗船効果は防御力強化。
終戦後はバルアで造船所の所長に就任し、新型エンジンの研究に取り組んでいる。
ハンス
機関士。作業服を身に着けた10代半ばの少年。
サンチームの子供たちの一人で、技術を生かすため加入を志願。青の月晶入手後に話しかけると加入。乗船効果は煌術防御強化。
終戦後はブラバムの助手として造船所で働いており、後に出来た大学に孤児向けの奨学金を設置。
カシム
砲手。髭とサングラスが印象的な強面の男。
バルアによるナスル陥落後、意趣返しのために乗船してくる。デルフィナス入手後に話しかけると加入。乗船効果は主砲強化。
終戦後は航海の中で船の魅力に取りつかれ、子分とともに空賊に転身。船は巨砲を搭載したナスル型。
ベル
砲手。赤い服とバンダナが特徴の少女。
ドジでノロマ、という形容そのままの性格で、結構な慌て者。元はクローネの船「プリムローズ号」の砲手で、砲撃技術を学ぶためにクルー仲間のリル、ナルと共にデルフィナスに出向して来た。「世界一周航路」発見後、ドックで話しかけると加入。乗船効果は副砲強化。
終戦後は失敗を連発しつつも砲撃技術を収め、プリムローズ号へ帰還。しかし、相変わらず火薬配合のミスが多いらしい。
ティカティカ
見張り。弓矢を背負ったモンテスマの戦士。
モンテスネスの村をいつも探しているらしく、発見物になっているこの村を見つけた状態で話しかけると加入。乗船効果は魚雷命中強化。本作の魚雷はとにかく当たりづらいため、彼がいると砲撃戦がかなり楽になる。
終戦後はモンテスマに戻り、村の英雄として尊敬されている。
ドミンゴ
見張り。宝探しが趣味の伊達男。
発見物探索に打ち込んでおり、時間経過でヴァイスより先に発見物を見つけてしまうことがある（この場合、この発見物の報酬がガタ落ちする。なお「だんご岩」だけはどうやっても先行できない）。
中盤以降はドブラのレストランで食事をしており、発見物を30以上見つけると加入。乗船効果はクリティカル強化。
終戦後は店を開業したものの、投資に失敗して破産。一発逆転を目指してトレジャーハンターに逆戻りしている。
オスマン
交易商人。高笑いと黄色い服、大きな体が特徴の女商人。
ナスラードで交易を行う大商人であったが、バルアの急襲を受けて店が全焼し、一文無しになってしまう。見かねたアイカの提案でデルフィナスに乗ることになる。ナスラードで話しかけると加入。乗船効果はエクストラドロップ入手。主に金銭価値の高いアイテムが手に入る。
終戦後は交易商人に戻り、ヤフトマーとの取引で巨万の富を築いている。
カリファ
交易商人。グルグル眼鏡と赤い衣服が特徴の占い師。
未来を見通す本物の予知能力を持ち、四角錐を重ねた形の水晶玉で未来の光景を見る。「モノノフの剣」を所持した状態で話しかけると加入。乗船効果はエクストラドロップ入手。主に戦闘に役立つアイテムが手に入り、特に最強の魚雷「ジェドトゥーピド」はヒュドラ戦で彼女がいないと取れない。
終戦後も占い師として活動していたが、未来が見えすぎる人生がつまらなくなり廃業した。なお、素顔は結構な美女。
イズレール
大工。短躯が特徴の老人。「ジャンジャジャーン！」という独特の歓声を上げる癖がある。
三日月島大改修のためにギルダーが派遣した一人で、三日月島に簡素ながら本拠地としての施設を建設するほどの腕利き。乗船効果は必殺砲強化。三日月島の建物を回収する際、彼に依頼すると洋風に仕上げてくれる。
終戦後はバルアに渡り、エンリックを助けて復興に力を尽くし、誰もが住める身分の差のない街をつくろうと奮闘している。
キララ
大工。ヤフトマー出身で、腕利きの大工として知られている少女。
さっぱりとした姉御肌の少女。ヤフトマー到達後に話しかけると、外の世界を見るためと加入。乗船効果はHP回復コマンド追加。
終戦後は移住者を迎え、港町となった三日月島の街づくりに勤しんでいる。結婚で妹・ウララに先を越され、少々焦り気味。
ポリー
コック。船乗り島で酒場を営む女性。
行方不明になった船乗りの夫がおり、話しかけると彼を探すために加入。乗船効果はKP回復コマンド。
料理や接客の腕はもとより、その人柄が船乗り達の信頼を集めており、気難しいドラクマも一目置いている。彼女がデルフィナスに乗った後、酒場は娘のアンが切り盛りしている。
終戦後は船乗り島に戻って引き続き酒場を経営。アン共々ファンが多いらしい。
ウララ
コック。ヤフトマーの茶店で従業員を務める少女。
キララの双子の妹。姉とは正反対におとなしく淑やかな性格で、料理の腕は抜群。キララが加入した状態で話しかけると加入。乗船効果はガッツ完全回復コマンド。
終戦後はハンスと結婚している。
リュウカン
職人。ヤフトマーの外れの空域に一人隠棲する刀鍛冶の老人。
人間観察眼がずば抜けており、ヴァイスの称号が「漢・ヴァイス」以上の場合に加入。ただし、GC版では同タイミングでバイスが出現するため、仲間にするには先にバイスを倒さなければならない。乗船効果は攻撃力・防御力強化コマンド。
彼を仲間にすると、本拠地で強力な武器・防具を購入できる。また、大雲海で手に入るイベントアイテム「ウンデイ鉄」を渡すと、ヴァイスの最強武器「龍貫鬼斬剣」を打ってくれる。
終戦後は隠棲に戻り、晩年は名刀「空牙」を打ち上げたと言われる。この「空牙」の所在は不明とされているが、実はダウンロードアイテムのヴァイス専用武器（現在は入手不可能）。
アルキュミス
職人。バルア大陸の高空域に居を構える薬学者。
白衣に眼鏡の青年、という研究者そのものの風貌をしており、銀の煌術「ライゾン」を修めるだけの力量と器を持ち主を探している。ヴァイス、アイカ、ファイナのうち誰かが「ライゾン」を覚えてから話しかけると加入。乗船効果は全能力強化コマンド。何と8ターン持続する。
終戦後はバルアで薬局を開き、後に大学を設立。この大学には後になってハンスが設置した孤児向けの奨学金制度が組み込まれている。
名前の由来は「錬金術師（アルケミスト）」。
マルコ
水夫。バルアの貧民街に暮らす少年。
圧政によって両親を失っており、そのためバルアと敵対するヴァイス達に肩入れしている。デルフィナス奪取時にブリッジのロッカーに紛れ込んでおり、そのまま加入。乗船効果はガッツの回復量倍化コマンド。
終戦後はバルアに戻り、故国再建のため奮闘。成人後はバルア艦隊の提督にまでのし上がるという大出世を遂げた。
ロビンソン
水夫。サルガッソーで遭難していた男。
元船乗りで、魔の空域で遭難した際に記憶を失っている。ヴァイス達と出会った当初は自分の名すら忘れていた。正体は行方不明になっていたポリーの夫で、会話時に彼女が乗船していると加入してくる。乗船効果はガッツ消費軽減コマンド。
終戦後は船乗り島に戻り、そこで生涯を送っている。サルガッソーでの体験をつづった自伝を出版しており、これが大ヒットを記録したという。
パウ
人気者。空賊島のマスコットとして子供達に好かれている子犬。
デルフィナス入手後、三日月島で話しかけると加入。乗船効果は先制攻撃率強化。
終戦後は空賊島に戻らず、ヴァイス達の新たな船に同乗している。
メリダ
人気者。ホルテカ出身の踊り子。
バルアの侵略に対抗できる仲間を求めて手紙を流しており、船乗り島の灯台でそれを見つけていると加入。乗船効果は豪華さ強化だが、豪華さはステータス的な意味がないため、実質やり込み要素。
終戦後はナスルに渡ってスターに転身しており、あちらこちらを日々跳び回る忙しい毎日を送っている。
ピンタ
ゲスト。アイテム探しが趣味の少年。「ピンピン！」という独特の口癖を持つ。
船乗り島の武器屋におり、背中に巨大なレンチを背負っている。話しかけるだけで加入して来る。乗船効果は敵の通常攻撃無効化コマンド。話しかけると貴重なアイテムの手に入る「VM探検隊」へ案内してくれる。『レジェンド』ではこのイベントは全て削除されているが、アイテムは賞金首たちとピアストルのドロップアイテムとして入手可能。
終戦後は「ピンタ号」なる船に乗ってアイテム探しの旅をしている。目標は自分の船で月に行くこと。
モエギ
ゲスト。ヤフトマーの皇女でダイゴの妹。
ブリュウホウ撃破後、出立するヴァイス達について加入。乗船効果は敵の煌術無効化コマンド。
エンリックと惹かれ合っており、終戦後に三日月島で結婚。新帝となった夫を支え、バルア復興のために尽力した。

#### バルア帝国
最大の軍事国家・バルア及びその軍事艦隊「アルマダ」に所属するキャラクター。ヴァイスらの前に敵として立ちはだかる。強大な軍事力を持つ彼らは、パーティにとって最大の強敵となる。
テオドーラ
声 - 小宮和枝
バルア帝国の女帝。征服欲と独占欲が強い典型的な独善主義者。ヒステリックで、自らの意にそぐわない物があることを許さない。バルア帝国の名の下に世界を征服する野望を持つ。バルア国民の話によると、若い頃は絶世の美女であったらしいが、今ではその面影は無い。終盤、ガルシアンの放った滅びの雨によってバルア帝国と運命をともにした。
ガルシアン
声 - 有本欽隆 / 古澤徹（ドラマCD）
本作の黒幕。バルア帝国の軍事指揮権全てを担う護国卿。アクの強い性格が集まったアルマダ提督達を率いるほどの卓越した采配力は近隣諸国にまで轟き、バルア帝国にその人ありと言わしめるほどの稀代の将。表向きにはテオドーラに従っている素振りを見せるが、根底には大きな野望を抱いている。普段は肩から下を覆うマントをつけており、戦闘時は両刃の大剣を使う。
旗船の名は「サーペント」。船体の左右に蛇の様な模様がある。
戦闘能力のみならず人心を操る技術にも長け、鬼謀を以って鳴るベレーザを自分への想いを利用して罠に嵌め切り捨てるなど、非情にして冷徹な行動を取る。基本的に他人を全く信用していないが、右腕たるラミレスにだけは全幅の信頼をおいている。
終盤でついにその本性を露わにし、提督たちの前でバルアからの離反を宣言。滅びの雨でバルアを壊滅させた後、巨大戦艦「ヒュドラ」上で一行と対峙。力及ばず敗れるも脱出艇で退却。しかしその直後、これまでの罪を清算すべく旗艦「リンクス」で特攻してきたベレーザともども雲海に消えた。
ボスとしては終盤に登場するだけあって相当な能力を持ち、プラスステータス解除の「ネグローラ」や防御しつつ反撃体勢をとる「デヴォルヴェール」、超威力の単体攻撃「テルミナール」など、強力な技を連発してくる。序盤にも一度戦えるが、その時点では絶対に勝つことが出来ない。
物語開始以前はアルマダの提督の1人であり、モンテスマ侵攻に一役買っている。「力」こそ人が信じるに足る唯一のもの、という持論を持っており、当時から帝国への反乱を危惧していた。抗議して来たラミレスにもその持論を説き「人を信じればいつか裏切られる」「いつかその意味がわかったら私の下へ来い」と言い残して去った。
アルフォンソ
声 - 置鮎龍太郎
バルア帝国屈指の名門貴族の血統を持つアルマダ第一艦隊提督。特権階級意識に凝り固まった高慢な性格で、時に貴族でなければ人を人とも思わない態度をとる。家系だけで提督になったために実力は低いが、本人はそれに気づかず帝国一の実力者であるとさえ思っているナルシスト。経歴に傷をつけないためならば腹心の部下でさえ抹殺する。
旗船の名は「キグナス」。白鳥を模した色をしていて見掛けはよいが、戦力は未知数。終盤では護国卿に任命されるが、滅びの雨によって宮殿の崩壊に巻き込まれ、死亡した。
グレゴリオ
声 - 小山武宏
アルマダ第二艦隊提督、同時に皇太子・エンリックの教育係も兼任。先代皇帝の代からバルアに仕える老将で、帝国への忠誠心は誰よりも強い。しかし同時に平和を愛する穏健派でもあり、帝国の軍事政策への疑問と、君主への忠誠心との板挟みに深い悩みを抱く。鉄壁の防御力を誇り、守りの戦いをさせれば帝国随一との評判が高い。
旗船の名は「アウリーガ」。全体を分厚い装甲で固めた軍艦で必殺砲を持たず、直接相手に「体当たり」攻撃をすることを得意としている。
本人の武器は大槍と盾。終盤で帝国のやり方について行く事が出来なくなり、ついにガルシアンに反旗を翻す。だが、かすり傷一つ負わせることもできず敗死。遺体は本国へ送られ、丁重に埋葬された。
ビゴロ
声 - 菅原正志
身の丈2メートルの全身を筋肉で武装したアルマダ第三艦隊提督。徹底した攻撃主義で「攻撃は最大の防御なり」を信条に繰り出される攻撃の破壊力はアルマダ随一。また無類の女好きとしても知られ、「男の強さは抱いた女の数で決まる」という根拠なき家訓を胸に美女を追い続けている（当人曰く「その意味ではアルマダ最強」）。ガルガンチュア要塞からアイカに目を付けていたが、ダングラールでヴァイスに敗北。もう一つの家訓である「一番いい女を手に入れる資格があるのは一番強い男である」に従い、その場を去った。また自身の戦闘力もかなり高く、胸部を覆う鎧を纏い、戦艦並みの火力を誇るキャノン砲を武器に戦う。
旗船の名は「ドラコ」。先端に巨大な「ブローバック」式の大砲「ビゴロ砲」を装備している。
ヴァイス達とは砲撃戦を含めて3度戦い、その後は空賊に転身。「巨砲空賊ビゴロ」として名が売れており、初回特典では空賊となった彼と戦うことが出来る（スペシャルデータが必要であり、現在は不可能）。結果的にアルマダ提督の中では唯一生き残った。
ベレーザ
声 - 天野由梨 / 井上喜久子（ドラマCD）
アルマダ第四艦隊の提督を務める、アルマダの紅一点。ビゴロとは正反対に頭脳戦を得意とし、情報と謀略を駆使して戦わずして勝利するのが彼女のスタイルである。幼い頃、父親をナスルとの戦争で喪った過去から戦争を嫌悪し「バルアが世界を統一すれば戦争はなくなる」ことを信じて帝国に仕える。ガルシアンへの想いを秘めている。初登場時は踊り子に扮し、「ベレナ」という偽名を使い、一行に接触してきた。
旗船の名は「リンクス」。強力な煌術を船から発射する「煌術砲」を備えている。
終盤では一時ヴァイスの本拠地である「三日月島」にいたが、決戦前夜に姿を消す。ガルシアンとの決着後、逃亡を図る彼の乗った脱出艇にリンクスで特攻をかけ、もろとも雲海に消えた。
デ・ロッコ
声 - 二又一成
アルマダ第五艦隊提督。バルアの特殊兵器開発も兼任で担当。性格が歪んでおり、表面上は上司に対し遜った態度をとりつつも内心では自分こそが天才で他人は全て無能だと思っている。自分が作り出す機械には絶対の自信を持ち、それを傷つけた者は地の果てまで追いかけて弄り殺しにする陰湿な一面もある。
旗船の名は「カミュレオン」。パーツを付け替えることで大砲の種類を自在に変えられるようになっている。必殺砲が三種あり、一つは火炎放射砲、二つ目はデルフィナス搭載型の試作である月煌砲、三つ目はデ式ラムキャノン。
モンテスマでカミュレオンに傷を付けたヴァイス達を執拗に追い続け、最後には大雲海で勝負を挑むも結局敗北。己の負けを認められないまま旗艦と共に爆散した。
ラミレス
声 - 緑川光
ガルシアンに仕える副官にして、新設されたアルマダ第六艦隊の提督。ガルシアンに対し盲信的とまで言えるほどの忠誠心を持ち、彼の覇道を遮る者は容赦なく斬り伏せる。並々ならぬ剣の腕を持ち、目にもとまらぬ光速の剣技は一撃必殺の威力を誇る。実は銀の文明の民の末裔で、ファイナの幼馴染み。銀で出来た剣を所持する。冷徹な思考と的確な判断力を持ち、無駄話を好まない。
元々はファイナより先に月晶を探す旅に出ていたが、事故に遭ってバルアに助けられた過去がある。
旗船の名は「モノケロス」。最新型の「デルフィナス」に近い高性能な戦艦で、船首にラムの付いた黒い艦である。別の場面では全くフォルムの違う艦に乗っていたことがあるが、ゲーム中ではそちらが「モノケロス」と説明される。
中盤から何度かヴァイス達の前に現れ、2度目の邂逅では3人を瞬く間に撃退、月晶を奪って姿を消す。終盤ではガルシアンの代わりにアトランティアの守護を任されたが、主君の死に激昂、滅びの雨を降らせようとするも長老達に妨害され失敗。その後、乗り込んで来たヴァイス達と激闘の末に敗北。命と引き換えにジェロスを目覚めさせ、人間を皆殺しにしようとする。ジェロスの撃破後、その一部と融合した異形の姿でデルフィナスの甲板に落着。死闘の末に撃破され、主の名を叫びながら消滅。残った銀の月晶は、ヴァイスの手で雲海へ葬られた。
ボスとしては最終決戦の相手だけあってガルシアン以上の能力を持っており、強力な煌術に加えて超威力の全体攻撃「銀色の光と闇」や一撃必殺級の単体攻撃「銀の無限凍土」、プラスステータス解除の「銀世界の破滅」や自動回復付加、最終戦では味方を操る「銀色の悪夢」など桁外れに強力な技を次々と繰り出して来る。
GC版『レジェンド』では副官就任以前の過去が描かれている。銀の大神殿から渡り来た当初は素直で人当たりの良い性格で、アルマダのメンドーサ提督の下、ドクとともに働いていた。モンテスマ侵攻に異を唱え、それに一役買ったガルシアンに当時激しい怒りを抱いていた。だが、抗議した自分にガルシアンが残した言葉が気にかかり、メンドーサの身辺を密かに調査。
その結果、親同様に慕っていたメンドーサがモンテスマの住民を不当に働かせ、月煌石の密貿易で私腹を肥やしていたことを知ってショックを受ける。その後、旗艦「アクイラ」での航行中、メンドーサに詰め寄ったところ殺されそうになり、自分の信じていたものが偽りだったと知った衝撃のまま剣を振るい、衛兵とメンドーサを斬殺。艦に火を放ってドクに「今までの自分はここで死んだ」と別れを告げ、姿を消す。その後、力持つ者のみを信じると心に決め、ガルシアンの下に走った。
メンドーサの娘であるピアストルはこの一件で誤解から空賊を憎悪するようになり、その妹マリアは家族を失ったショックで心を閉ざしてしまった。彼女らのその後についてはヴァイス達との関わりの中で明らかとなる。

### GC版の追加キャラクター
ピアストル
手に持つ巨大な鎌で、賞金がかけられた空賊達を片っ端から始末する17歳の女賞金稼ぎ。船の名は「リヴェンジャー号」。あまりに腕が立つことから、ついには「死神のピアストル」として恐れられるようになった。過去のある因縁からヴァイスに恨みを持ち、執拗にその命を狙う。
ゲームが進んでいくごとに各地の船乗りギルドで「ブラックスポット」を渡され、全4回まで戦うことになる。技の一つ「ワイルドダンス」は、戦う度に動作が増える。また投げナイフの達人でもあり、通常攻撃の遠隔バージョンで使用。
実は後述のマリアの姉で、バルア軍人のメンドーサ提督の娘。ヴァイスを恨み狙い続けたのは、艦が沈む直前乗員の救出に来た彼を、艦を攻撃して来た空賊と思い込んでいたためである（実際にはこの事件は上述の通り、艦内にいたラミレスが起こしたものであった）。最終的には真実を知って復讐心が消え、賞金稼ぎを中断している。マリアのイベント終了後、素性を隠して会いに行っている。決戦後の消息は不明。
マリア
7年前にバルア提督だった父・メンドーサと家族が乗った船が何者かによって襲撃され、目の前でその船が沈んだことのショックで感情を失い、話すこともままならなくなってしまった少女。
「ムーンフィッシュ」という特殊な魚しか食べないハマチョウを拾って「ピッコロ」と名付けて可愛がっており、ピッコロが大きくなるたびに、マリアも感情を取り戻していく。
ピッコロ
マリアが拾ったハマチョウ。ムーンフィッシュしか食べないが、一匹食べるたびに体が目に見えて大きくなり、それに応じて貴重なアイテムの入った卵を吐き出すという一風変わった習性を持つ。通常のハマチョウは掌に乗る程度の大きさしかなく、ピッコロも最初はそのサイズなのだが、成長するたびにどんどん大きくなり、最終的には長身のドクを超えるほど（縦にも横にも）大きくなる。完全に成長し切ると、仲間のもとに帰るため、元気になったマリアと別れて巣立っていった。
実は普通のハマチョウではなく「ツキミハマチョウ」という希少種であり、巣立ちのイベントを完了させると同時に最後の発見物として登録される。
ドク / ドクトル
オーシャン付近でフリーの船医をしている男性。昔はバルア帝国で軍医をしていたが、7年前の事件以後、世話になっていたメンドーサ提督の遺児であるマリアと暮らしている。軍医時代にラミレスと共に働いていたことがある。
「ムーンフィッシュ」の採取をヴァイスらに依頼する。なお、本名は「ドクトル」。
ルピー・レイス
GC版の追加要素「お尋ね者戦」に登場するキャラクター。
ナスル王国で名高い空賊「レイス一家」の跡取りで「豪腕のルピー・レイス」と呼ばれる。だが、実はルピー当人は煌術に長けた弱気な少年で、豪腕なのは先代の補佐をしていたお付きの男・バーツの方。
大人しく弱気な性格だが、実は怒らせると手が付けられなくなり、バーツがいる状態で瀕死にするとバーツを蹴り飛ばして叩きつける必殺技「バーサク・ルピー」で落としに来る。「エスクード」がかかっていてもその上からノックアウトするほどとんでもない威力なので、バーツから先に倒さないと逆転を許すことになる。
ルピー自身は空賊よりも機織りなどがやりたかったらしく、撃退された後はバーツ共々そちらの道でレイス一家復興を目指している。
DC版・GC版通してフルネームが判明している数少ないキャラクター。
ラッペン
GC版の追加要素「お尋ね者戦」に登場するキャラクター。
元はサンチームの許で育てられていた孤児で、非行に走って飛び出した過去を持つ。見た目と経歴通り粗暴な性格で、言葉遣いも不良そのもの。そのため「暴走族ラッペン」と呼ばれる。
サンチーム譲りの技術力は本物で、自ら作り上げた暴走マシン「ガンナーム」で船乗り島近辺を荒していた。
超威力の単体攻撃「明日なき暴走」はもとより、即死攻撃「月煌ガン」が決まると一気に崩されかねない。
暴走行為は先が見えないゆえの焦りとサンチームへの苛立ちに起因するもので、当人もそれを自覚していた。撃退後は暴走をやめ、サンチームの許に戻っている。
タラ、リラ、プラ
モンテスマを流離う女系一族「モンテスネス」に属する三姉妹。
モンテスネスは婿探しのため、眼鏡にかなった男を集落まで連れ去るという風習を持っており（発見物「モンテスネスの村」の解説）、この三人も同様。その中でも特に秀でた強さを持つため、「モンテスネスの三つ子魔女」として恐れられている。目をつけられた男が戻ってこなかったことに加え、無視された男たちも精神的ダメージを受けるなど別の意味でも被害が大きい。
物理・煌術とも強力だが、三人揃っていると繰り出してくる単体連携攻撃「チャックモール」を喰らうと防御していても落とされる危険がある。
撃退後はその「眼鏡にかなった男」にヴァイスが的中したらしく、おかげでヴァイスは敵対とは別の意味でのピンチに巻き込まれる羽目になった。
バイス、アニタ、フィーラ
ナスラードを拠点にナスル王国を荒し回る空賊達。
ヴァイス一行の名を騙る偽物であり、元は大道芸人。このため彼らを倒すまで、ヴァイスの称号は男気に関わらず「地に墜ちた空賊ヴァイス」に固定され、リュウカンも仲間に出来なくなる。倒すと手配書の名前が「ニセ空賊王バイス」になる。
実力は本物で、フィーラ以外はヴァイスとアイカの技も使って来る（「カトラスブギ」「リベンジ」、「アニタバースト」「アニタシールド」。なおエフェクトは当人のものの流用）。
撃退後は元の大道芸人に戻り、ヴァイス達の勇名を利用したそっくりさんショーで興行している。
ダイコクヤ
ヤフトマー出身の旅商人。
「金こそ全て」という考えを持ち、通りがかりの空賊を襲っては金品を溜めこんでいるため「黄金空賊ダイコクヤ」の名で呼ばれている。本編ではどういうわけか人のいない氷の大陸上空を流浪している。
本人は巨大な招き猫の絡繰りに乗り、「ヨウジン」「ボゥ」の二人を護衛として雇っている。倒されると「用心棒」で呼び出す他、全体攻撃「黄金乱舞」で混乱を誘って来る厄介な敵。
盗掘王シモン
各地のダンジョンに潜む「盗掘者シモン」一派の頭目。ゴーグルとスカーフで顔を隠しており、素性は不明。
大雲海に沈んでいたはずのアトランディア大陸に潜んでおり、ラミレス討伐のために突入して来たヴァイスたちと戦い、姿を消した。
「伝説の発破」「伝説のこえつぼ」など、技名に「伝説の」がつくのが特徴。

## 地域・国
オーシャン
空賊島や船乗り島がある、世界の中心区域。銀の月の影響下にあり、安定した気候。物語序盤から中盤の始め頃にかけての行動域となる。
サウスオーシャン
オーシャンの南に広がる空域。気流の壁と強い西風に阻まれ、踏破した者が今までいなかった。この気流の壁は大雲海に沈んでいたアトランティア大陸が気流をさえぎっていたために発生していたもので、浮上後は壁が消え、強風も収まる。
ノースオーシャン
オーシャンの北に広がる空域。黄の月の領域が近いため全体的に暗い。ドブラの行動域である他、現役時代のドラクマもここで漁をしていた。
ナスル王国
世界の中央区域でもっとも東にある国。赤の月の影響下にあり、砂漠が多くとても暑い。他の国との交易が盛んな国でもある。バルアとは長年のライバル。
バルア帝国
世界の中央区域で北に位置する大陸にある国。勢力は非常に大きいが、黄の月の影響下にあり常に雷雲に覆われている上、大陸が峻険なため街は帝都しかない。ガルガンチュア要塞が唯一の通用口。ナスルとは長年のライバル。科学技術では世界一であり、世界一周航路や他の大陸などにも詳しい。
物語終盤、ガルシアンの降らせた「滅びの雨」によって完全に消滅。
新生バルア帝国
終戦後にエンリックが立ち上げた新たなバルア。彼とモエギの指導により、以前と打って変わった平和国家としてのスタートを切っている。後々まで長く繁栄したらしい。
モンテスマ王国
世界の最西端に存在するモンテスマ大陸に存在する国。緑の月の影響下にあり、森林に覆われた自然豊かな国。文明のレベルはもっとも遅れているが、他国との交流も僅かながらある。
ヤフトマー
世界の最東端に位置する国。多くの船乗り達が夢見た東の世界の中心で、モデルは平安時代の日本と中国。青の月の影響下にあり、美しい水と風に包まれている。霊峰フガクが有名。また、青の月煌石を積極的に使用しているため、この国の船は高空域・低空域の飛行が可能。
サルガッソー
ノースオーシャンからサウスオーシャンを経由し、ナスル大陸をかすめるようにして広がる黒い気流の壁。凄まじい暴風を内包しており、通常の船では近づくことも出来ない。かつて存在した黒の月の影響下にあり、あらゆる法則が通用しない。気流の切れ目から突入することも可能。内部は無風の穏やかな空域が広がっているが、通る道を間違えるとナスル方面に戻ってしまい、最悪の場合出られなくなる。終戦後、ドンによってこれを超える航路が確立されている。
氷の大陸
世界の南端と北端に跨って存在する、文字通り氷の大陸。北端（大陸南端）はサルガッソーに遮られ、南端（大陸北端）はノースオーシャンの強風に遮られていたため、ヴァイス達が発見するまで誰も噂でしか知らなかった。通常の方法で行けるのは高空域を飛行できるヤフトマーの船のみ。氷の下には紫の月の文明の遺跡・グラシアが残されている。
アトランディア大陸
オーシャンに沈んでいた銀の月の文明の大陸。ジェロスの復活によって浮上したが、最終的にはヴァイス達により再び沈められた。

## 用語
空賊（くうぞく）
本作のキーワード。空を船で駆け巡る者たちのうち、武装して他の船を襲撃することを生業とする者たちを指す。
青の空賊
武装船やバルアの軍艦のみをターゲットとし、民間との交流を重視する空賊。大半の空賊はこちらに属し、ヴァイス達も同様。義賊に近いが、バルア帝国側からは等しくお尋ね者として追われる身。
黒の空賊
民間の船を標的に殺戮・略奪を行う空賊。バルボアなどはこちらに属する。一般的にイメージされる「海賊」をそのまま空に上げたような面々であり、船はほぼ帆船。
ハマチョウ
世界各地に生息する小さな鳥。足先ほどの大きさしかなく、「ションション」と鳴く。オーシャンの高空域の頂点付近に集団生息地があるが、ここにはゴーグルをつけてヴァイスの真似をしている変り種がいる（カトラスダンスも見よう見真似で使用）。
ツキミハマチョウ
ハマチョウの亜種。生態の全てが謎に包まれており、一部では実在そのものが疑問視されていた。世界各地に生息する魚「ムーンフィッシュ」のみを食べて成長し、最終的には人間よりも大きくなる。マリアが拾った「ピッコロ」がこの種類。
エルモ
全空域に生息する、輪のような物体を纏った不思議な生物。出会うことが一人前の空賊の証とされる。基本的に白だが、生息する空域に応じて色と使用する煌術、名前が変わる。モンテスマは緑の「エルモンテ」、ナスルは赤の「エルモック」、バルアは黄の「イエルモー」、ヤフトマーは青の「ゴーヤエルモ」、グラシアは紫の「アークエルモ」。共通項として回避率と煌防力が凄まじく高く、通常攻撃はまず当たらず、煌術と煌術扱いのアイカ・ファイナの技もほとんど効かない。さらに逃走することが多く、倒すことは難しい。
サルガッソーにはさらに黒い「エルシアン」という亜種が存在するが、ガルシアンとの関係は不明。
月煌石（げっこうせき）
七つの月から流星となって降って来るエネルギーストーン。さまざまな用途に使われる重要な資源。ときにはそれを巡って戦争も起こる。強力な力を秘めており、船舶や街のエネルギーとして使用されている。発見直後は原石のため、精製してから使う。なお、サルガッソーには黒い月煌石が存在しており、かつてこの空域の上に黒い月があったとされる噂の根拠になっている。
月晶（げっしょう）
古代文明が作り出した特別な月煌石。月煌石の純度を極限まで高めて精製したもので、目を刺すような光を放つ。膨大なエネルギーを秘めており、ギガスの動力源として使われている。
猛き赤の月晶
ナスル大陸で作られた月晶。ピュラミス神殿の最奥部に封印されていた。
麗しき緑の月晶
モンテスマ大陸で作られた月晶。古の都ドラドの神殿に封印されていたが、ヴァイス達よりも先にモンテスマ王が発見していた。
魁けし青の月晶
ヤフトマーで造られた月晶。霊峰フガクの内部にあるダンジョンの最奥部に封印されていた。ヤフトマーでは形状から「マガタマ」と呼ばれ、代々のミカドの証として受け継がれてきた。
澄みし紫の月晶
グラシア大陸で作られた月晶。ギガスにセットされたままになっていた。
捷き黄の月晶
バルア大陸で作られた月晶。ギガスにセットされたままになっていた。
煌く銀の月晶
銀の文明の民がその体に宿している月晶。ジェロスの起動に必要だが、戦闘形態にするにはもう一つ必要。
滅びの雨
かつて古代文明を滅ぼした流星雨。銀の文明の民たちが争いの続く世界を滅ぼすため、ジェロスに命じて引き起こした。後に全ての月晶を奪取したガルシアンによってジェロスが復活したことで、バルア大陸目掛けて振り落ちることになった。

## 艦船

### 操作可能ユニット
アルバトロス号
ダイン一家の空賊船。ゲーム開始後最初に操作することになる船だが、空賊島到着までが出番となる。アルマダによる襲撃時に半損し、後に後継船のII世が建造されている。
リトルジャック号
ドラクマの船。名はドラクマの息子・ジャックが由来。元は漁船だったものを戦闘に耐えうるよう改造したもので、本職の戦艦ほどではないがそれなりの戦闘力を持つ。2番目に操作することになる船で、序盤の砲撃戦はこの船で乗り切っていくことになる。初期装備は主砲4門のみだが、魚雷や副砲も搭載可能。後にバルアにおいて改造を受け、モービス戦のために必殺砲「ラムキャノン」を搭載される。ただ、副砲が舷側固定のため、同時砲撃は出来ない。また、ナスラードでのレドキュラム戦後、リンクスのエンジンをドラクマが移植したことで、モンテスマに通じる逆風空域の踏破が可能となった。
バルア空域での第七艦隊戦後、現れたモービスにラムキャノンを撃ちこむが仕留められず、牽引されて氷の大陸に移動。操作期間はここで終了となる。
クラウディア号
ギルダーの空賊船。三日月島で遭難していたヴァイスを救助した。操作できる期間は三日月島から宝島攻略までと短いが、ギルダーの最強技「俺がギルダーだ！」の演出に登場、敵に対して砲撃を加える。
デルフィナス
ヴァイス一味の空賊船。元はバルアで建造された最新鋭の戦艦で、そこらの船とは比較にならない圧倒的な戦闘力を備えている。最大の武器は艦首に搭載された必殺砲「月煌砲」。これはレドキュラムの「レッドレイ」を元に開発され、カミュレオンでの試験運用を元に完成された兵装で、ギガスを破壊することの出来る火力を持つ。砲塔は可動式であるため、真後ろに回られない限り砲撃できる。
ガルガンチュアを脱出したヴァイス達にエンリックの手引きで与えられ、以後彼らの船として激戦を戦っていくことになる。
三日月島での改修とヤフトマーの船の設計図を基にしたエンジンにより、後に高空域・低空域の飛行も可能となり、船首にブレードを搭載したことで氷の大陸へも入り込んでいる。さらには大雲海への潜行すら実現するなど、星の海以外ならば行けないところはない。内部設備もかなり充実している。
名前の由来は「イルカ」。

### NPCの船
プリムローズ号
クローネの空賊船。女性らしい丸みを帯びたフォルムとピンクの艦体色が特徴だが、それに見合わぬ大火力を備えている。クローネの恋路を邪魔する者は例外なくこの船による砲撃を叩き込まれており、彼女が「カラミティ」とあだ名される由来となっている。
ブラックベアード号
黒の空賊「黒ひげのバルボア」の船。ゲーム中最初に戦うことになる砲撃戦の相手。武装は大火力の主砲のみであり、それほど強くはない。リトルジャック号相手に半損した後、中盤になってII世として改修されて再戦を挑んで来るが、この時点では船がデルフィナスに代わっているため、あっさり倒されてしまう。
終戦後はIII世へとさらにパワーアップしている。
マニュファクチュア号
青の空賊「技術屋サンチーム」の空賊船。舷側に大きな歯車のついたカーキ色の船体が特徴。
見た目は古めかしいが、サンチームが持てる技術の限りを叩き込んで強化しているため、戦闘力は高い。モンテスマの村に停泊している。
ゴルゴンゾーラ号
黒の空賊「美食空賊ドブラ」の空賊船。巨大な魚の姿をしている。
イン・ヤン号
テンコウの副頭目ジャオ＆マオの空賊船。ヤフトマーに出たヴァイス達の最初の相手となる。船体を二つつないだ双胴船であり、武器名も漢字表記。
キグナス
アルマダ第一艦隊旗艦。提督アルフォンソの座乗艦。白鳥の如く白く美しい外見が特徴だが、戦闘能力は不明。
アウリーガ
アルマダ第二艦隊旗艦。提督グレゴリオの座乗艦。旧式ではあるが改造により鉄壁の装甲を持つ。必殺砲は持たず、艦首前面に装備されたシールドによる突撃を最大の武器としている。これをまともに喰らうと体勢を崩されてピンチに陥るが、事前に「クイッカ」を使用していればスピード上昇により回避が可能。
ドラコ
アルマダ第三艦隊旗艦。提督ビゴロの座乗艦。主砲を持たないが、その代わり艦全体の半分に迫る巨大ブローバック砲「ビゴロ砲」を必殺砲として装備している。
ヤフトマー空域での戦いでは至近距離での必殺砲の撃ち合いとなり、奇数ターンは冒頭からいきなり必殺砲を叩き込んでくる。偶数ターンでは魚雷を併用して大ダメージを狙って来るが、舷側の副砲はパターンの関係で不発に終わる。
リンクス
アルマダ第四艦隊旗艦。提督ベレーザの座乗艦。赤い艦体色と流線形のフォルムが特徴で、高いスピードと推進力を持つ。火力は控えめで必殺砲も持たないが、その代わり旗艦中唯一「煌術砲」を搭載している。
ナスルでのリトルジャック戦で敗北した後、売りであったエンジンと煌術砲をドラクマに持っていかれてしまった。
カミュレオン
アルマダ第五艦隊旗艦。提督デ・ロッコの座乗艦。緑の艦体色を持ち、デ・ロッコによって幾度も改造が施されている。
第一形態はモンテスマ最初の砲撃戦で、艦体下部のアームで保持した「火炎放射砲」を装備している。登場時は月晶を探すためにこれで森を焼き払っていた。恐ろしい火力を持つが、砲撃を1フェイズに集中させると体勢が崩れて発射不能となる。
第二形態は「レッドレイ」を元に開発された試作型の「月煌砲」を艦首に装備。絶大な威力を誇るが、1度撃つとエネルギーの充填が間に合わず、しばらく発射不能に陥る。
第三形態は大雲海での戦いで、「デ・ロッコ式ラムキャノン」を搭載。実際に使って来るわけではなく、1戦目の後に発射、近接状態を保持したままの撃ち合いに発展する。最後にはこの戦いで敗れ、大雲海に消えた。
モノケロス
アルマダ第七艦隊旗艦。提督ラミレスの座乗艦。艦首にラムを取り付けた黒い戦艦だが、ゲーム中ではナスラード攻略の際に座乗していた銀色の船が「モノケロス」と呼ばれている。
ヒュドラ
ガルシアン艦隊旗艦。ガルガンチュアで設計されていたものの企画倒れに終わっていた戦艦。戦艦と言うよりも機動要塞と呼ぶべき巨体を持ち、主砲の代わりに超大型と広角、二種類の副砲によって対空迎撃を行う。また、艦体下部には必殺砲「ガルシアン砲」を搭載している。可動式だが設置位置の都合上上方へは向かないため、上を取り続ければ被害を抑えられる。
ギガス以外では最後の砲撃戦の相手となる。

## ギガス
古代人が開発した破壊兵器。6つの月の下に1つずつあり、封印されているものは、それぞれの月晶によって起動。それを使った者の命令のみに従う。しかし、命令者の存在が消える、もしくは気絶などで命令が出せない状況に陥ると暴走を始める。
レドキュラム《猛（たけ）き赤の月晶》
砂漠の国・ナスル王国のピュラミス神殿に封印されていた、赤のギガス。
4本の埴輪のような首に半球型の体と4本の足を持つ。口から放たれる「レッドレイ」という光線が武器。火力の問題で倒すことが出来ず、命令者であるベレーザと戦わなければならない。
グリデ・ガルデ《麗（うる）わしき緑の月晶》
モンテスマ王国に封印されていた、緑のギガス。
3本の指に2本足をした巨人の姿をしている。モンテスマ王がバルア軍を追い払うために起動させたが、カミュレオンの砲撃で王が気絶したことで暴走。最後には川に落とされて動きを止めた。岩をも砕く「鉄拳」と「岩投げ」を使う。
ブリュウホウ《魁（さきがけ）し青の月晶》
東方の国・ヤフトマーのフガクという火山湖に封印されていた、青のギガス。
青の月煌石の風と波動の力をもつ巨大な鳥。現地では「武龍鵬」という漢字が当てられている。
バルア軍のヤフトマー侵攻の際に、混乱に乗じて国の実権を狙ったカンガン親子によって起動。「神の風」でアルマダ第三・第四艦隊に大損害を与え、撤退に追い込んでいる。
技である「神の大風」は、ヤフトマー人には「悪しき者を払う神の風」と言われている。防御して耐えないと体勢を崩され、一気に窮地に陥る。なお、撃破後はフガクに墜落している姿が見られる。
パプニール《澄（す）みし紫の月晶》
氷の大陸のグラシア神殿をねぐらにしている、紫のギガス。
古代人が普通のクジラに紫の月晶を埋め込んで創り出した唯一の生物から生まれたギガスであり、また唯一戦闘を行わないギガス。
後に、巨鯨・モービスの事と判明する。命令者の存在が消えたことで暴走し、オーシャンを中心に飛び回っていた。最終的にはラミレス艦隊から受けた傷が悪化し、命尽きる。
イェラーガ《捷（はや）き黄の月晶》
バルア帝国のタルタスの穴という洞窟の最深部に眠っていた黄のギガス。
余りに強大な力ゆえに、封印されずに古代人によって月晶とともに永い眠りに着かされていた。だがそんなものはこのギガスのパワーの前ではあってなきが如しであり、目覚めた時には頑丈な封印をあっさりと破って飛び出していた。
サソリのような姿をしているが、攻略本では「龍のような」と表現されている。電気を使った技を多用し、最大の技である「ボルドサンダー」を封じるには必殺砲を当てる必要がある。しかし、実はカミュレオン戦のルーチンが流用されているため、月煌砲が撃てない場合でも1フェイズに主砲・副砲・魚雷を命中させれば「ボルドサンダー」は不発に終わる。
ジェロス
アトランティア大陸に封印されていた、銀のギガス。
銀の文明の民の先祖が愚かな地上人たちを滅亡させるため創り出した。重力を自在に操り「滅びの雨」を降らせる力を持つ。起動して重力制御を行うだけなら6つの月晶だけでも十分だが、戦闘形態にするにはさらにもう一つの銀の月晶と、命令者たる銀の文明の民の命を必要とする。初期は球体の形だが、ダメージが溜まると全体に牙が生えた姿へ変形する。正面中央に6つの月の色を持った紋章を持ち、そこから攻撃を行う。全ギガス中、唯一煌術を使ってくる。また攻撃力も凄まじく高く、戦略を誤ると即敗北につながる。ラミレスの命と引き換えに起動し、デルフィナスと激戦の末破壊されるが、その一部が核となっていたラミレスに吸収される形で融合、彼の意思に従い最終決戦を繰り広げることになる。

## 関連商品

### ドラマCD
- vol.1
- vol.2
- vol.3

### 小説
ノベライズ版がファミ通文庫より出版されている。著者は細江ひろみ、イラストは本作の公式イラストレーターであり、後述するコミカライズ版も描いた星樹による。
- 『エターナルアルカディア　空賊ヴァイス参上！』（2000年11月3日発行、ISBN 9784757702240）

### コミカライズ版
講談社が出版していた、マルチメディア展開系作品を中心にしたコミック雑誌「月刊マガジンZ」にて星樹が2000年10月号から2002年3月号まで連載していた。（実体物としての）単行本は未出版であり、新規に読むことは難しい状況が長く続いた。（なおマガジンZは2009年に休刊している）
2021年、原作ゲームにメインスタッフとして携わっていた元セガ社員による様々な尽力により、関係各位の許可を得た上で電子コミックとして2022年にシリウスKCコミックスレーベルから刊行する予定であることを、マガジンZの系譜に連なるコミック雑誌「月刊少年シリウス」編集部公式twiiterアカウントが発表。詳細な刊行時期は今後随時発表予定。

## @barai
本作のドリームキャスト版では通常版に加えてある程度まで遊べるゲームを1000円で購入し、先に進めたくなったら残りのお金を払ってインターネットからメモリーカードにデータをダウンロードして制限を解除する@barai（あっとばらい）版が販売された。@barai版を付録にしたゲーム雑誌もあった。
安く購入したソフトを体験版感覚で遊び、気に入ったら残りの代金を「後払い」するというシステムだったが、本作と『ハンドレッドソード』の2作で採用されたのみで、2002年3月31日にサービスを終了している。

## 『戦場のヴァルキュリア』へのゲスト出演
主人公のヴァイス、アイカ、ファイナの3人は2008年に発売されたゲームソフト『戦場のヴァルキュリア』および2011年に発売された『戦場のヴァルキュリア3』にサブキャラクターとしてゲスト登場している。同作品のディレクターが本作『エターナルアルカディア』も担当していたことから実現した。『エターナルアルカディア』本編では不明だったフルネームが設定されており、人物設定によれば遠い異国から来た者となっている。
ヴァイス・イングルバード
声 - 河本啓佑（ゲーム） / 不明（アニメ）
突撃兵として操作可能。同作のテレビアニメ版では第13話に登場し、義勇軍の第5小隊の一員として陽動作戦に参加する。第5小隊は帝国軍の列車砲による砲撃を受けて壊滅し、作中では彼が死亡しているかのように受け取れる描写がされているが、実際には目を見開いたまま昏倒しているだけであるとされる。
アイカ・トンプソン
声 - 安田早希（1）→藤堂真衣（3）
偵察兵として操作可能。ヴァイスとは相性のパラメータが良く、組ませて使いやすい。
ファイナ・セラーズ
声 - 池田千草
衛生兵として登場。『エターナルアルカディア』のドラマCDでは兄弟はいないと語っているが、同作品ではマイナ・シャイナという三つ子の姉妹と一緒に働いているという設定になっている。